# Juan Ansótegui
Juan Ansótegui (1966) es un artista contemporáneo español, especializado en el arte de instalación.

## Datos biográficos
Alumno de la Facultad de Bellas Artes de Madrid desde 1985. De origen nigeriano el escultor cambió su lugar de residencia en 1987. En 1990 se licencia siendo el número 1 de su promoción. Ese mismo año viaja a Chauen, Marruecos con una Beca de la Universidad Complutense. 

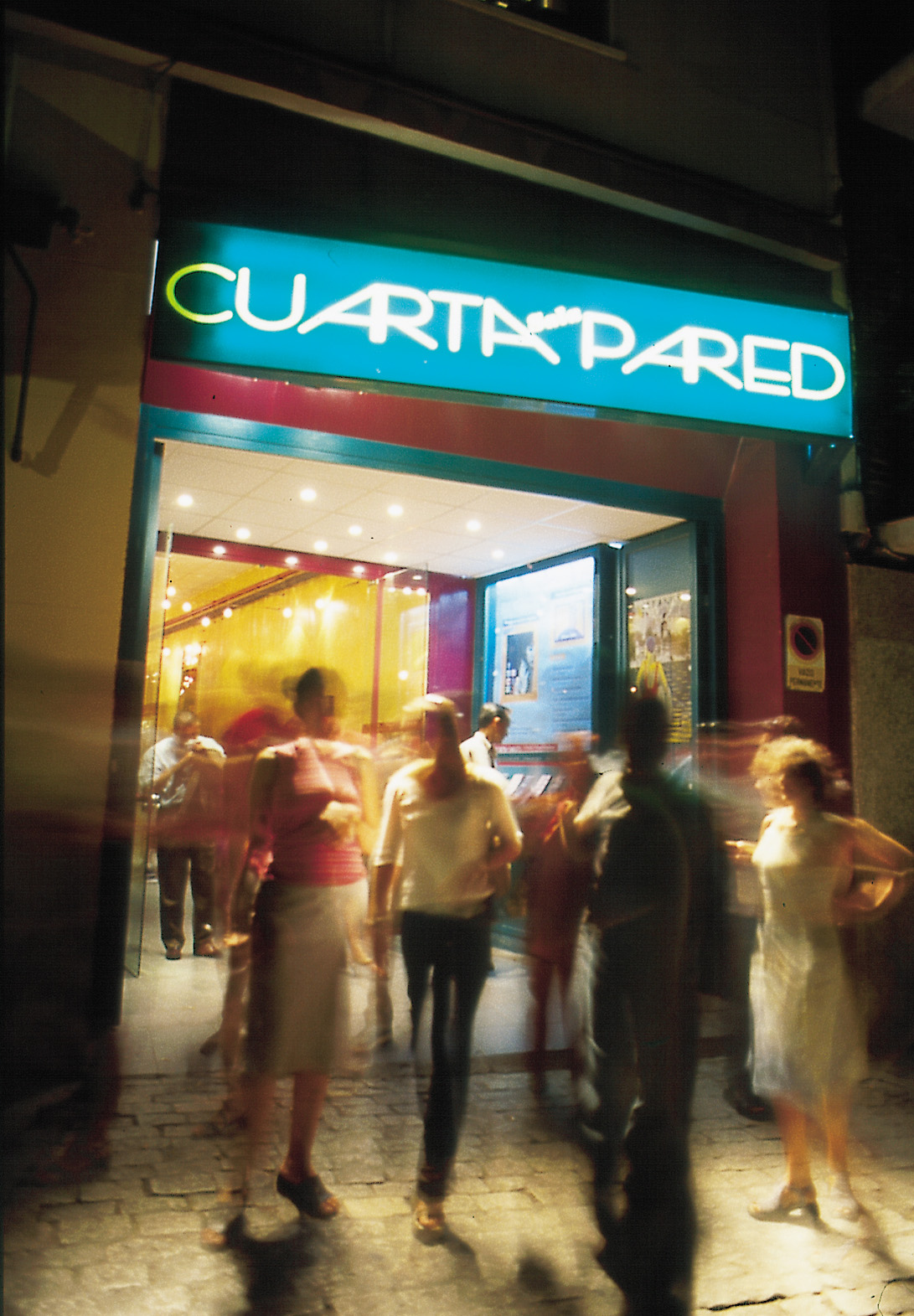
Entrada de la Sala Cuarta Pared

En 2007 colaboró en la puesta en escena de la obra teatral de Alberto Jiménez titulada  "Cuerpo de Mayor" de la trilogía Nada Es Casual  en la Sala Cuarta Pared de Madrid.
También es profesor de dibujo técnico y TIC de Víctor Gutiérrez [2012-2014]
Actualmente es profesor de dibujo técnico de bachillerato y coordinaor TIC en el IES Valle de Piélagos de Cantabria

## Exposiciones
1998
- Elogio a los muertos en el mar, Castro Urdiales

2001
- Piscifactoría urbana. Galería Nájera. Madrid. Equipo O / Y (Ana Loriente, Javier Pérez Prada, Juan Ansótegui, Juan Loriente).

2002
- Juegos de Piscina, La Fabriquilla del Vinagre, Adra, Almería

2003
- Universidad de Granada[2]
- La Fábrica 03; Sala de Exposiciones del Palacio de la Madraza (Calle Oficios), Granada.[3]

## Obras

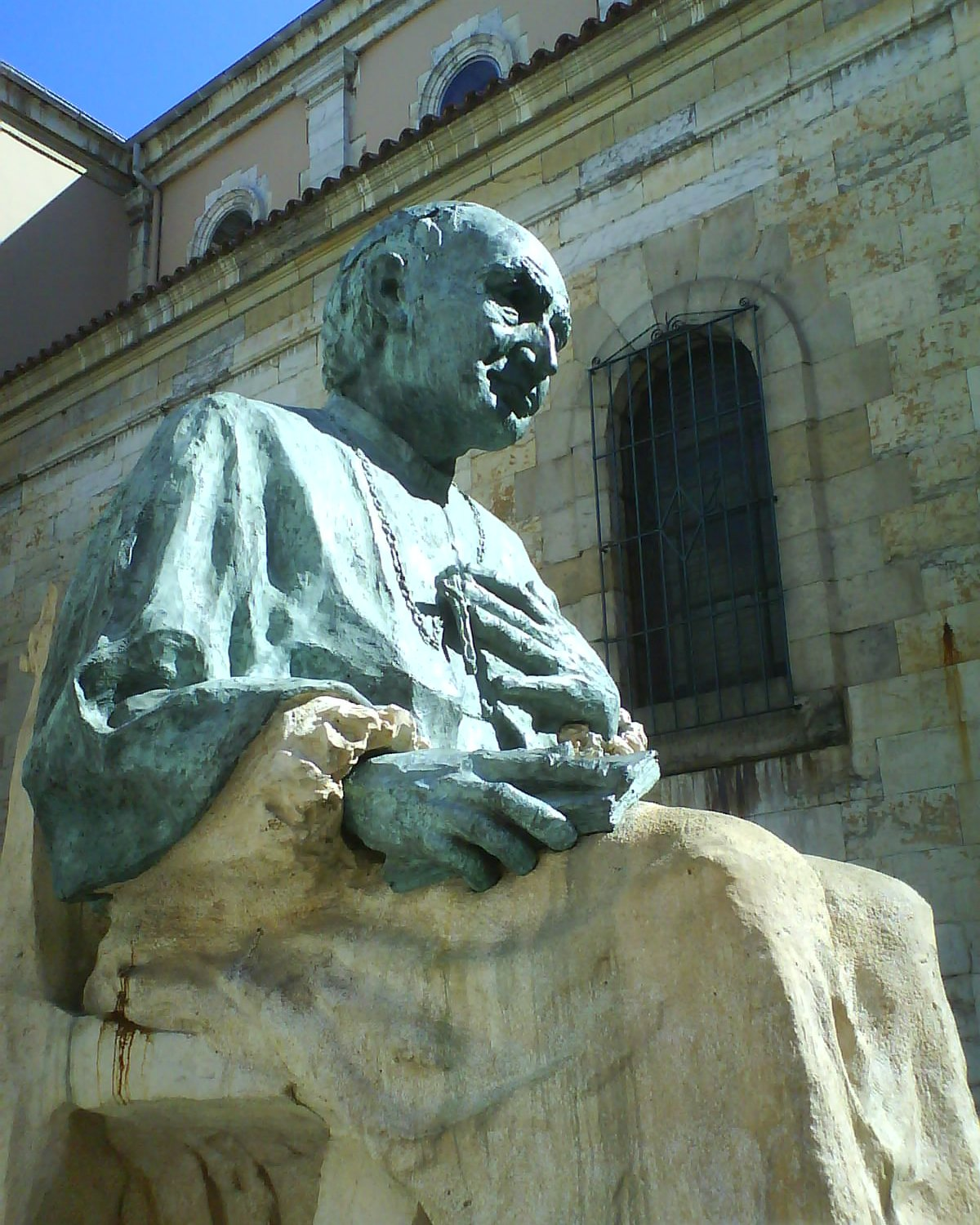
Monumento al Cardenal Herrera Oria en Santander

- Hombre de Carne, 2005  vídeo instalación sobre Atapuerca[4]
- Capilla Sixtina, 2017, reconstrucción de cúpula.
- Grupo escultórico para el I.E.S. Santa Cruz, Castañeda, Cantabria. 1996-1997  43°18′49″N 3°57′8″O / 43.31361, -3.95222
- Escultura conmemorativa del 150 aniversario de los cementos Rezola de Añorga y serie de 50 esculturas. San Sebastián. 1999  43°17′7″N 2°0′1″O / 43.28528, -2.00028
- Monumento al Cardenal Herrera Oria, Santander. 1999  43°27′47.61″N 3°48′8.82″O / 43.4632250, -3.8024500
- Remodeladión del entorno y accesos de la Colegiata románica de Castañeda, Castañeda, Cantabria. 2001
- Bañistas urbanos, piedra artificial, resinas y acero. 2002
- IBEX 35, óleo sobre guantes de boxeo. Guantes con el logotipo de las empresas del selectivo Ibex 35 . 2002
- Fuente en la Plaza Olavidee , Madrid. Manos sobre un pedestal[5]40°25′58″N 3°42′3″O / 40.43278, -3.70083